# Partito del Lavoro del Belgio
Il Partito del Lavoro del Belgio (in olandese Partij van de Arbeid van België, PVDA; in francese Parti du travail de Belgique, PTB) è un partito politico belga unitario (ovverosia presente in tutte le regioni linguistiche del Paese) di orientamento marxista e socialista.

## Storia

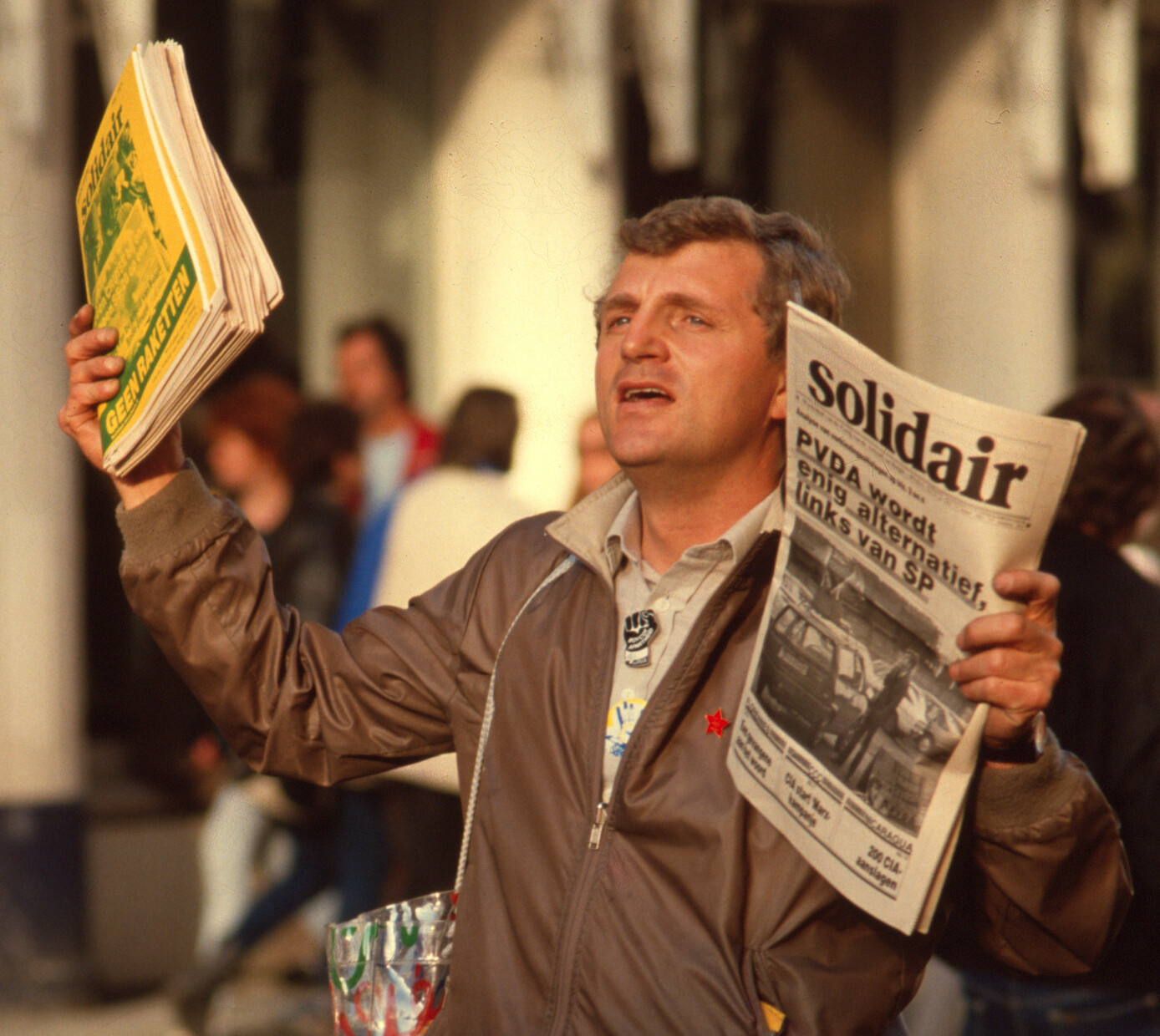
Kris Merckx, uno dei fondatori del PVDA e di Medicina per il popolo, vende i giornali Solidair durante una manifestazione nel 1985.

Negli anni '60 alcuni membri del Partito Comunista del Belgio abbandonarono il partito, che giudicavano revisionista e socialdemocratico, per dare vita a un movimento più radicale. Il neonato movimento divenne partito nel 1971, con il nome di Tutto il Potere ai Lavoratori (Alle Macht Aan De Arbeiders - Tout le Pouvoir aux Ouvriers - AMADA-TPO). Nel 1976 nel partito confluirono anche gran parte dei militanti della UC(ML)B (Union des Communistes Marxistes-Léninistes de Belgique), organizzazione marxista-leninista.
Il 4 novembre 1979 si tenne il primo congresso del nuovo partito, che si diede il nome finale di Partito del Lavoro del Belgio, con lo storico Ludo Martens come presidente.
Il partito mantenne una linea fortemente critica nei confronti dell'Unione Sovietica di Chruščëv e Gorbačëv, che giudicava degenerata e revisionista, mentre intrattenne strette relazioni con la Cina di Mao Zedong.
Il partito rimase estremamente marginale nella vita politica del Paese. Con il crollo del campo socialista nel 1991 per il partito iniziò una fase di crisi profonda, uscì dalle istituzioni, fino ad arrivare agli inizi degli anni 2000 al concreto rischio di dissoluzione, il che aprì una stagione di riflessione accurate. All’interno del partito si alzarono sempre più voci da parte dei componenti più giovani contro i vecchi quadri dirigenti, giudicati dogmatici e distanti dalla realtà del Paese. Nelle assemblee generali, i membri votarono in modo schiacciante a favore di un rinnovamento. Nel 2003 Peter Mertens, Baudouin Deckers e Lydie Neufcourt furono eletti per formare una nuova leadership, con l'obbiettivo di rientrare a contatto con la cittadinanza. Un primo passo importante fu fatto nel 2004, quando il dottor Dirk Van Duppen lanciò il “Modello Kiwi” per rendere le medicine più accessibili. Grazie alla campagna il PTB riscosse successo sia nel settore sanitario sia nella popolazione. Una seconda svolta avvenne l’anno seguente, con la lotta contro il Patto generazionale delle pensioni, riuscendo a portare in piazza nel 2005 oltre 100.000 sindacalisti, che decisero di svincolarsi dal Partito Socialista e appoggiarono la linea del PTB.
La lunga strada del cambiamento si concretizzò poi nel Congresso di Rinnovamento del 2008, dove Peter Mertens fu eletto presidente. È uno dei pochi partiti belgi che si presenta sia nella comunità fiamminga, sia in quella francofona. In costante ascesa elettorale nell'ultimo decennio, nel 2014 ottiene il 3,72% dei consensi, riuscendo a entrare nel parlamento federale dopo oltre un ventennio di assenza. Alle elezioni federali del 2019 ottiene l'8,62% dei consensi eleggendo dodici rappresentanti alla Camera. Nelle contestuali elezioni del parlamento europeo ottiene il 5,72% dei voti, eleggendo un europarlamentare.
Dal 1º gennaio 2022 il presidente è Raoul Hedebouw.

## Struttura

### Presidente

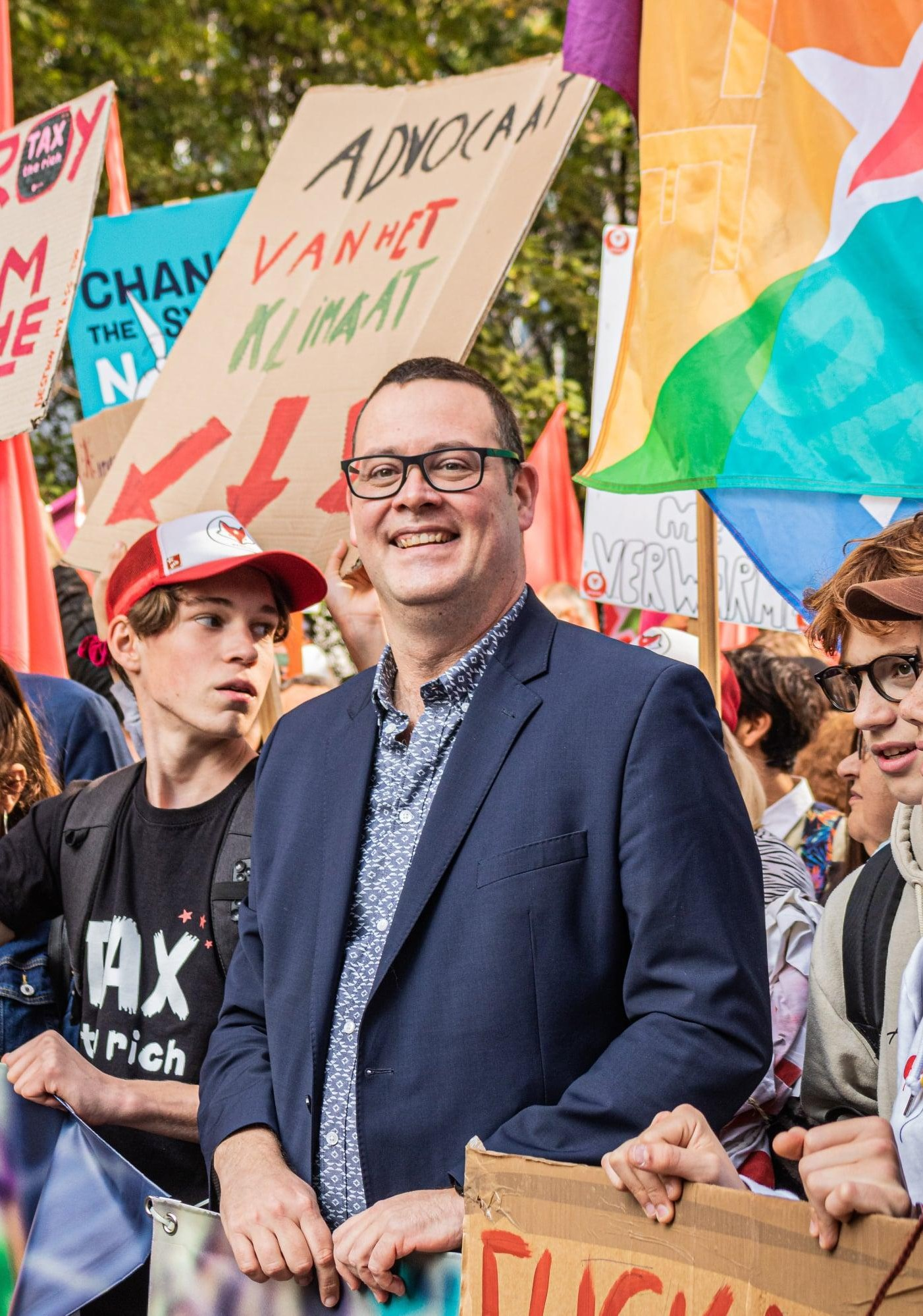
Raoul Hedebouw è diventato presidente nel dicembre 2021.

L'attuale presidente è Raoul Hedebouw, eletto successore di Peter Mertens durante il Congresso dell'Unità del 2021. Da allora Mertens è diventato segretario generale del partito.
| Presidente     | Periodo                        | Note                                              |
| -------------- | ------------------------------ | ------------------------------------------------- |
| Ludo Martens   | 4 novembre 1979 – 2 marzo 2008 |                                                   |
| Peter Mertens  | 2 marzo 2008 – 5 dicembre 2021 | Eletto il 2 marzo 2008 Rieletto il 13 giugno 2015 |
| Raoul Hedebouw | 5 dicembre 2021 – in carica    | Eletto il 5 dicembre 2021                         |

### Segretario generale

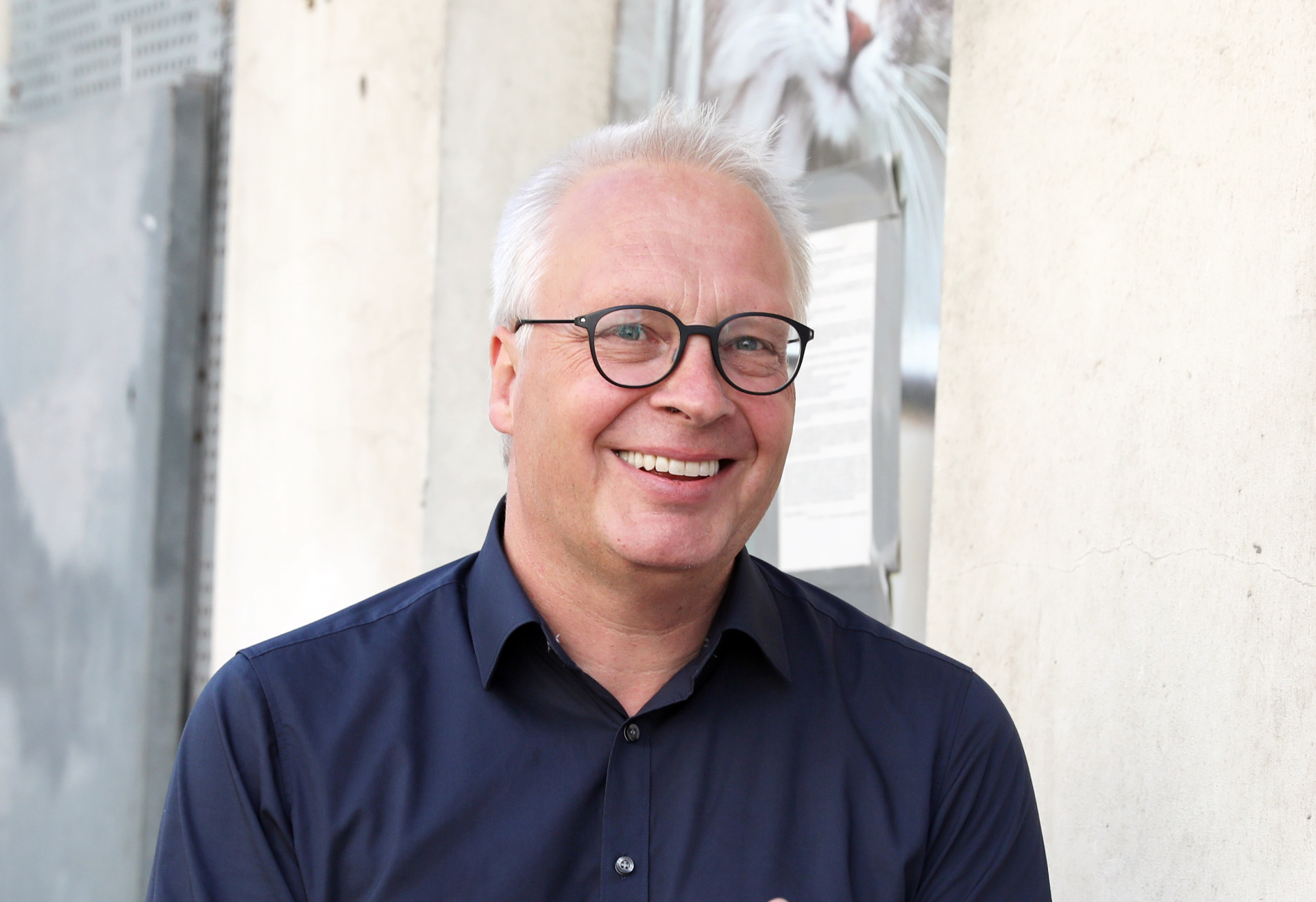
Peter Mertens è stato presidente del partito dal 2008 al 2021 e da allora è segretario generale.

| Segretario generale | Periodo          |
| ------------------- | ---------------- |
| Nadine Rosa-Rosso   | 1999–2003        |
| Boudewijn Deckers   | 2003–2008        |
| Lydie Neufcourt     | 2008–2021        |
| Peter Mertens       | 2022 – in carica |

## Risultati elettorali

### Parlamentari
| Elezione          | Elezione | Voti    | %    | Seggi    |
| ----------------- | -------- | ------- | ---- | -------- |
| Parlamentari 1981 | Camera   | 45.804  | 0,76 | 0 / 212  |
| Parlamentari 1981 | Senato   | 49.577  | 0,73 | 0 / 106  |
| Parlamentari 1985 | Camera   | 46.034  | 0,76 | 0 / 212  |
| Parlamentari 1985 | Senato   | 44.799  | 0,75 | 0 / 106  |
| Parlamentari 1985 | Camera   | 45.218  | 0,74 | 0 / 212  |
| Parlamentari 1985 | Senato   | 43.386  | 0,71 | 0 / 106  |
| Parlamentari 1991 | Camera   | 30.491  | 0,49 | 0 / 212  |
| Parlamentari 1991 | Senato   | 31.754  | 0,52 | 0 / 106  |
| Parlamentari 1995 | Camera   | 37.099  | 0,61 | 0 / 150  |
| Parlamentari 1995 | Senato   | 38.274  | 0,64 | 0 / 40   |
| Parlamentari 1999 | Camera   | 33.336  | 0,54 | 0 / 150  |
| Parlamentari 1999 | Senato   | 35.493  | 0,57 | 0 / 40   |
| Parlamentari 2003 | Camera   | 20.825  | 0,32 | 0 / 150  |
| Parlamentari 2003 | Senato   | 18.699  | 0,29 | 0 / 40   |
| Parlamentari 2007 | Camera   | 71.098  | 1,06 | 0 / 150  |
| Parlamentari 2007 | Senato   | 54.807  | 0,82 | 0 / 40   |
| Parlamentari 2010 | Camera   | 101.088 | 1,55 | 0 / 150  |
| Parlamentari 2010 | Senato   | 105.060 | 1,62 | 0 / 40   |
| Parlamentari 2014 | Camera   | 251.276 | 3,73 | 2 / 150  |
| Parlamentari 2019 | Camera   | 584.621 | 8,62 | 12 / 150 |
| Parlamentari 2024 | Camera   | 688.369 | 9,98 | 15 / 150 |

### Europee
| Elezione     | Voti    | %     | Seggi  |
| ------------ | ------- | ----- | ------ |
| Europee 1984 | 43.637  | 0,76  | 0 / 24 |
| Europee 1989 | 29.778  | 0,50  | 0 / 24 |
| Europee 1994 | 59.270  | 0,99  | 0 / 25 |
| Europee 1999 | 21.966  | 0,35  | 0 / 25 |
| Europee 2004 | 44.452  | 0,68  | 0 / 24 |
| Europee 2009 | 68.540  | 1,04  | 0 / 22 |
| Europee 2014 | 235.048 | 3,51  | 0 / 21 |
| Europee 2019 | 566.274 | 8,42  | 1 / 21 |
| Europee 2024 | 763.340 | 10,70 | 2 / 22 |